# Frans Bosen
Franciscus Wilhelmus Josephus (Frans) Bosen, (Amsterdam, 27 januari 1891 - Haarlem, 29 november 1949) was een Nederlands graficus en reclameontwerper. Hij was de zoon van Anna Jacoba Bosen, dienstbode. Hij huwde op 24 juni 1920 Jantje Boerema. Uit dit huwelijk werden geen kinderen geboren.

## Loopbaan
Frans Bosen begon zijn loopbaan als leerling letterzetter, maar hij wilde eigenlijk tekenaar worden. Hij bezocht de Amsterdamse Rijksschool voor Kunstnijverheid, en volgde lessen aan de Rijksacademie van Beeldende Kunsten. Hij probeerde op allerlei manieren zijn tekenvaardigheid te verbeteren. Toen de kunstenaar J.G. Veldheer in 1921 cursussen ging geven aan de Grafische School, was Frans Bosen daar elke zaterdagmiddag aanwezig. Hij maakte zich daar ook het linoleumsnijden eigen.
In het begin van de jaren twintig ging Bosen werken bij de Amsterdamse drukkerij De Brakke Grond. Als een van de eersten in Nederland ging hij ontwerpen voor filmaffiches maken. Vóór 1920 werden er voornamelijk 'letteraffiches' gemaakt: bioscoopreclames met alleen tekst, waarop een aantal films tegelijk werd aangekondigd, Bosen bracht daar  verandering in.
Voor zover bekend maakte hij 158 affiches voor bekende Amerikaanse en Duitse amusementsfilms zoals Robin Hood uit 1922, De dief van Bagdad (The thief of Bagdad) uit 1924, Het spook van de opera (The phantom of the opera) uit 1925 en Faust uit 1926. De letters ontwierp hij zelf. Aangezien kleurendruk in die tijd nog problemen opleverde, maakte Bosen gebruik van de linoleumsnede, waarmee hij zeer goede resultaten bereikte. In het drukkerstijdschrift Het Tarief werd op 17 april 1926 over zijn werk geschreven: 'Wie het voorrecht heeft gehad, om zijn kleurendrukken te bewonderen, zal moeten erkennen dat ook hierin met linoleum, in handen van mannen als Bosen, veel te bereiken valt'.
Naast filmaffiches ontwierp Bosen in de loop van de jaren twintig ook ander reclamedrukwerk. Hij maakte voor verschillende bedrijven kalenders, die door hem werden versierd met kleurige vissen, vogels, plant- en bloemmotieven. Begin mei 1933 verhuisde Frans Bosen van Amsterdam naar Haarlem, waar hij in dienst kwam bij drukkerij De Spaarnestad. Deze drukkerij gaf in 1939 een brochure uit, getiteld Het procédé, die geheel was gewijd aan het werk en de techniek van Frans Bosen. Bij de De Spaarnestad werkte Bosen aan diverse opdrachten. Hij maakte onder andere de lay-out van jubileum- en kerstboeken en ontwierp de omslagen van de serie Dwars door Nederland. Verder verscheen er omstreeks 1948 een aardrijkskundig leer-leesboek voor de R.K. lagere school van Camil Schutijser, en vervaardigde hij bandversieringen en gaf hij typografische adviezen. Ook was hij betrokken bij de vormgeving van bij De Spaarnestad gedrukte Rooms-katholieke familiebladen als de Katholieke Radio Gids, De Katholieke Illustratie en Panorama.
In 1945 gaf De Spaarnestad het fotoboek Nederland in beeld, (Pictorial Holland) uit, waarvoor Bosen de foto's had gemaakt. Tot aan zijn dood in 1949 bleef hij bij de Haarlemse drukkerij in dienst.
Zijn filmaffiches en ander reclamedrukwerk bevinden zich nu in het affiche-archief van het Nederlands Filmmuseum te Amsterdam. Ook zijn de door hem ontworpen filmaffiches in het archief van het Stedelijk Museum te Amsterdam aanwezig.